# آنچووی اروپایی
آنچووی اروپایی (نام علمی: Engraulis encrasicolus) نام یک گونه از سرده لاشه‌ماهیان است.